# Saggio di Kreiss
Il saggio di Kreiss è un saggio chimico usato per determinare qualitativamente il grado di irrancidimento di un olio alimentare.
Il saggio serve a individuare i prodotti secondari dell'autoossidazione degli acidi grassi e si accompagna alla determinazione del numero di perossidi (prodotti primari dell'autoossidazione).

## Procedimento
1. Si agitano per 30 secondi 10 ml di olio e 10 ml di HClconc.
2. Si aggiungono 10 ml di reagente: soluzione 0,1% di fluoroglucina in etere etilico e si lascia riposare.
3. Se lo strato inferiore è incolore il saggio è negativo, se è rosa o rosso è positivo; più il colore è intenso più l'olio è irrancidito.

Talvolta questo saggio dà falsi positivi.